# シリブカガシ
シリブカガシ（尻深樫、学名: Lithocarpus glaber）は、ブナ科マテバシイ属の常緑高木である。日本に自生するマテバシイ属2種（シリブカガシとマテバシイ）のうちの1種。和名はドングリの底（お椀状の殻斗を被っていた部分）が凹んでいることに由来する。なお、カームと呼ばれることもある。

## 形態・生態
常緑性の高木で、樹高は10 - 15メートル (m) 。幹は直立、分枝する。樹皮は灰褐色でなめらか。若枝には短毛が密生する。
葉柄1 - 1.5センチメートル (cm) 、葉は長さ8 - 15 cmで肉厚で革質、葉形は長楕円形で先が鋭く尖る。葉縁は全縁、ときに葉上部に浅い鋸歯が1 - 2個ある。葉の表面は緑 - 濃緑色で光沢があり、葉裏は淡緑色で鱗状毛が密生し金色または銀色の光沢がある。側脈は6 - 8対。その葉質や形はアカガシによく似ている。
雌雄同株で、花期は9 - 10月。枝先や葉腋に淡黄色で長さ5 - 10 cmの雌雄の花穂を斜め上向きに数個分枝してつける。強い匂いを放つ虫媒花。雄花序は長さ5 - 9 cm。花序の軸には黄褐色の短毛が密生する。雄花は苞腋に3個ずつつく。花被は直径2ミリメートル (mm) ほどの皿形で、雄しべが10個つく。雌花序は長さ5 - 9 cm。花径は0.5 - 1 cmで、円柱形の花柱が3個つく。
果期は翌秋。楕円形の堅果（ドングリ）が実り、濃褐色に熟すと落下する。果長は1.5 - 2.5 cm、果下部20 - 30%は殻斗に包まれる。堅果は粉をふいたように表面に蝋状の物質が付着しているが、落下して間もない堅果を柔らかい布で磨くと漆器のように艶やかな光沢が出る。秋に地面に落ちた堅果が発芽するのは翌年の春になってからである。

## 分布
暖帯性であり、近畿地方以西の本州、四国、九州、沖縄の比較的海岸に近い標高500メートル (m) 以下の地域に分布し、京都府の保津峡が分布北限である。分布北限に近い近畿地方の個体数はごく少ない。日本以外に中国南東部・台湾にも分布する。日本では、マテバシイよりもさらに南の地域に分布する。
マテバシイ属の樹木は日本にはシリブカガシとマテバシイしか自生していないが、世界全体では100種以上知られており、主に東南アジアの熱帯 - 亜熱帯の山地に分布している。シリブカガシとマテバシイは、熱帯地方に広く分布するマテバシイ属の中で最も北に進出してきた種のひとつであり、日本のブナ科の樹木の中では冬の寒さに弱い方である。

## 用途
- 樹木：街路樹、公園樹、庭木。
- 木材：建築材・器具材。材質は堅く、中国では農具に使われる。
- 果実：ドングリとしては渋味が少なく、渋抜きをせずそのまま炒って食べられる[注 2]。

## 類似種など
同属のマテバシイとは葉の形などがはっきり異なる（マテバシイは葉が長めで全縁、葉面はなめらか）ため区別は容易い。むしろ、先述のように見かけはコナラ属のアカガシによく似ている。アラカシよりやや葉が短めであるが、葉だけで区別するのは難しい。もちろん果実が付けば見分けがつく。なお、日本のブナ科植物は春から初夏に花をつけるものがほとんどであり、この種のように秋に花をつける例は他にない。